# Albert (tegneserie)
 For alternative betydninger, se Albert. (Se også artikler, som begynder med Albert)
Albert (Battista) er en italiensk figur af græsk afstamning, skabt til at være Joakim von Ands butler. Albert startede som en biperson i Andeby-universet, men på det seneste er han blevet en af hovedpersonerne. Skaberen af Butleren Albert var den italienske tegner Rodolfo Cimino Massimo De Vita.